# 松尾村 (岐阜県不破郡)
松尾村（まつおむら）は、かつて岐阜県不破郡に存在した村である。
現在の不破郡関ケ原町松尾に該当する。

## 沿革
- 1889年（明治22年）7月1日 - 町村制により松尾村が発足。
- 1897年（明治30年）4月1日 - 関ケ原村、藤下村、山中村、および相川村の一部（野上地区）と合併し、関原村が発足。同日松尾村は廃止。

## 名所
- 松尾山
  - 関ヶ原の戦いでの小早川秀秋が陣を構えた。